# ムアタール鉄道
ムアタール鉄道（ドイツ語: Murtalbahn）は、シュタイアーマルク州営鉄道の鉄道線の名称である。路線番号は630。

## 運行形態[1]

### 蒸気機関車
夏季限定で、週3日運行する。
- ウンツマルクト - ムーラウ　【年4日運行】
7月に月4往復運行する。途中ノンストップ。
2021年度は8月後半に週3日運行していた。2022,23年度は7月と8月に月1往復ずつ運行していた。

- ムーラウ - シュタドル　【年2日運行】
8月と9月に、月1日往復ずつ運行する。途中ノンストップ。
過去の運行形態
2021年度は、8月後半を除き、夏季の日曜日と、週により木曜日に運行していた。
2022年度は、夏季の水曜日を中心に1-2週に1日運行していた。
2023年度は、夏季限定で年5日運行していた。

- ムーラウ - タムスヴェク　【夏季、週2日運行】
火・木曜日に運行される。途中、ザンクト・ローレンツェンとシュタドルに停車する。
2021年度は、8月後半に運行していなかった他、木曜日より火曜日の方が運行する週が多かった。2022,23年度は、主に木曜日に運行し、週により火曜日も運行していた。

### 快速「レギオナルエクスプレス(REX)」
- ムラドラー号：　(ウンツマルクト → ) ムーラウ - タムスヴェク　【夏季の土曜・休日運行】
5月から10月にかけての土曜・休日に限り、一日1往復の運行。西行はウンツマルクト始発だが、東行はムーラウ止まりとなる。リント、ニーダーヴェルツ、トイフェンバッハ、フローヤハ、トリーベンドルフ、ムーラウ、カインドルフ、ザンクト・ローレンツェン、ザンクト・ルプレヒト、ファルケンドルフ、シュタドル、アイナハ、プレドリッツ・トゥラハ、ケンドルブルック、ラミングシュタイン・トマタルに停車する。
2023年度に運行を開始した。2023年度は、エアレブニスツーク(EZ)の種別で運行していた。

- ムアタル・シュプリンター号：　ウンツマルクト → タムスヴェク
一日あたり、片道1本のみの運行。各駅に停車するが、所要時間が普通列車より短い。
2023年度に運行を開始した。

### 普通列車
各駅停車。平日は2時間に1本、休日は2-4時間に1本の運行で、ウンツマルクトで600号線ヴィーン方面超特急と接続する。

## 駅一覧
以下では、オーストリア国鉄630号線の駅と営業キロ、停車列車、接続路線などを一覧表で示す。なお、定期列車は快速も含めて全て各駅停車である。
| 路線名 | 駅名                                         | 駅間営業キロ | 累計営業キロ | 接続路線 | 所在地               | 所在地         |
| ------ | -------------------------------------------- | ------------ | ------------ | -------- | -------------------- | -------------- |
| 630    | ウンツマルクト駅                             | -            | 0.0          | 600号線  | シュタイアーマルク州 | ムアタル郡     |
| 630    | ヴァラースバッハ駅                           | 1.8          | 1.8          |          | シュタイアーマルク州 | ムアタル郡     |
| 630    | リント・シャイフリンク駅                     | 4.6          | 6.4          |          | シュタイアーマルク州 | ムーラウ郡     |
| 630    | ニーダーヴェルツ駅                           | 2.5          | 8.9          |          | シュタイアーマルク州 | ムーラウ郡     |
| 630    | トイフェンバッハ駅                           | 1.8          | 10.7         |          | シュタイアーマルク州 | ムーラウ郡     |
| 630    | プクサーボデン駅                             | 2.2          | 12.9         |          | シュタイアーマルク州 | ムーラウ郡     |
| 630    | フローヤハ駅                                 | 2.4          | 15.3         |          | シュタイアーマルク州 | ムーラウ郡     |
| 630    | ザウラウ駅                                   | 2.0          | 17.3         |          | シュタイアーマルク州 | ムーラウ郡     |
| 630    | トリーベンドルフ駅                           | 3.0          | 20.3         |          | シュタイアーマルク州 | ムーラウ郡     |
| 630    | ザンクト・エーギディ駅                       | 6.0          | 26.3         |          | シュタイアーマルク州 | ムーラウ郡     |
| 630    | ムーラウ駅                                   | 0.7          | 27.0         |          | シュタイアーマルク州 | ムーラウ郡     |
| 630    | ムーラウ・ザンクト・レオンハルト駅           | 0.6          | 27.6         |          | シュタイアーマルク州 | ムーラウ郡     |
| 630    | ムーラウ西駅                                 | 1.6          | 29.2         |          | シュタイアーマルク州 | ムーラウ郡     |
| 630    | カインドルフ・イム・ムアタル駅               | 2.1          | 31.3         |          | シュタイアーマルク州 | ムーラウ郡     |
| 630    | マーバッハ・ゴルフ場駅                       | 1.4          | 32.7         |          | シュタイアーマルク州 | ムーラウ郡     |
| 630    | ザンクト・ローレンツェン・オプ・ムーラウ東駅 | 0.3          | 33.0         |          | シュタイアーマルク州 | ムーラウ郡     |
| 630    | ザンクト・ローレンツェン・オプ・ムーラウ駅   | 1.1          | 34.1         |          | シュタイアーマルク州 | ムーラウ郡     |
| 630    | クライシュベルク谷駅                         | 0.2          | 34.3         |          | シュタイアーマルク州 | ムーラウ郡     |
| 630    | ルツマンスドルフ駅                           | 0.9          | 35.2         |          | シュタイアーマルク州 | ムーラウ郡     |
| 630    | ヴァンドリチュ駅                             | 3.4          | 38.6         |          | シュタイアーマルク州 | ムーラウ郡     |
| 630    | ザンクト・ループレヒト・オプ・ムーラウ駅     | 0.9          | 39.5         |          | シュタイアーマルク州 | ムーラウ郡     |
| 630    | ファルケンドルフ駅                           | 1.6          | 41.1         |          | シュタイアーマルク州 | ムーラウ郡     |
| 630    | ハーゲンドルフ駅                             | 2.2          | 43.3         |          | シュタイアーマルク州 | ムーラウ郡     |
| 630    | シュタドル・アン・デア・ムア駅               | 0.6          | 43.9         |          | シュタイアーマルク州 | ムーラウ郡     |
| 630    | アイナハ駅                                   | 3.3          | 47.2         |          | シュタイアーマルク州 | ムーラウ郡     |
| 630    | プレードリッツ・ピヒル駅                     | 1.8          | 49.0         |          | シュタイアーマルク州 | ムーラウ郡     |
| 630    | プレードリッツ・トゥアラハ駅                 | 1.1          | 50.1         |          | シュタイアーマルク州 | ムーラウ郡     |
| 630    | ケンドルブルック駅                           | 2.3          | 52.4         |          | ザルツブルク州       | タムスヴェク郡 |
| 630    | ヒンタリンク駅                               | 1.4          | 53.8         |          | ザルツブルク州       | タムスヴェク郡 |
| 630    | ラーミンクシュタイン駅                       | 1.9          | 55.7         |          | ザルツブルク州       | タムスヴェク郡 |
| 630    | ラーミンクシュタイン・トーマタル駅           | 1.0          | 56.7         |          | ザルツブルク州       | タムスヴェク郡 |
| 630    | マードリンク駅                               | 0.7          | 57.4         |          | ザルツブルク州       | タムスヴェク郡 |
| 630    | タムスヴェク・ザンクト・レオンハルト駅       | 6.3          | 63.7         |          | ザルツブルク州       | タムスヴェク郡 |
| 630    | タムスヴェク駅                               | 0.6          | 64.3         |          | ザルツブルク州       | タムスヴェク郡 |